# Beck – Ett nytt liv
Beck – Ett nytt liv är svensk TV-film från 2021. Filmen är den första i åttonde säsongen baserade på Sjöwall Wahlöös fiktiva polis Martin Beck. Den är regisserad av Pontus Klänge, med manus skrivet av Peter Arrhenius.
Filmen hade premiär på streamingtjänsten C More den 25 december 2021, och visades på TV4 längre fram.

## Handling
En kropp, tillhörande en 39-årig dansk medborgare, har hittas flytande i vattnet i närheten av Liljeholmen. Personen tycks ha varit medlem i en ökänd dansk knarkliga där ligans ledare sitter inne i ett svenskt fängelse, och den enda som han går med på att prata med är Steinar.

## Rollista
| - Peter Haber – Martin Beck - Kristofer Hivju – Steinar Hovland - Jennie Silfverhjelm – Alexandra Beijer - Martin Wallström – Josef Eriksson - Måns Nathanaelson – Oskar Bergman - Anna Asp – Jenny Bodén - Jonas Karlsson – Klas Fredén - Elmira Arikan – Ayda Çetin - Rebecka Hemse – Inger Beck - Ingvar Hirdwall – Grannen - Valter Skarsgård – Vilhelm Beck - Helmon Solomon – Rebecka Kullgren - Camilla Larsson – Rättsläkaren | - Mia Mountain – Lollo Riska - Jakob Hultcrantz Hansson – Matti Riska - Simon Sears – Nicolai - Eddie Eriksson Dominguez – Henning - Maria Nohra – Erika Broms - Thomas Chaanhing – Kasper Aalbæk - Marcel Khouri – Rodrigo Rojas - Casper Andreas – Jacob Davin - Tind Soneby Wäneland – Nathalie - Erik Svedberg-Zelman – Hannes Granell - Christel Elsayah – Hind - Rudi Køhnke – Mikkel Sandborg - Vera Olin – Receptionist |